# 梅尔比
梅尔比是挪威诺尔兰郡哈德瑟尔市的一个镇。
面積1.72平方公里，人口合共2202人，人口密度1280人/平方公里。